# Mikołaj Pospieszalski
Mikołaj Pospieszalski (ur. 7 kwietnia 1988 w Częstochowie) – polski kontrabasista, skrzypek i kompozytor, członek zespołu Dagadana.

## Życiorys
Pochodzi z muzykalnej rodziny: syn Marcina Pospieszalskiego (jest jego największym autorytetem muzycznym) i Lidii Pospieszalskiej, ma brata Nikodema, który gra na perkusji. Mieszkał w Krakowie. Ukończył liceum muzyczne w klasie skrzypiec, studiował na Akademii Muzycznej w Krakowie na wydziale jazzu. Na potrzeby albumu Dlaczego nie opanował także grę na altówce. Ma swoją pracownię muzyczną w Częstochowie.

## Kariera muzyczna
Jako dziecko śpiewał w pierwszym składzie zespołu Arka Noego. Gra na skrzypcach i kontrabasie. Grał na kontrabasie m.in. w Bester Quartet przez trzy lata, koncertował z grupą 2Tm2,3. Jest także aranżerem, m.in. skomponował czołówkę i inne utwory do programu Łowca smoków.

## Dyskografia
Oprócz albumów Dagadany (zob. dyskografia Dagadany) wziął udział w nagraniu albumów:
- Pospieszalscy i inni – Kolęda dobrych ludzi woli[2] (2000)[7]
- Arka Noego – A gu gu (2000)[8]
- 2Tm2,3 – Dementi (2008)[9]
- 2Tm2,3 – Koncert w teatrze (2009)[10]
- Mateusz Pospieszalski – Zimowa opowieść (2009)[11]
- Borys Dejnarowicz – Newest Zealand (2010)[12]
- Bester Quartet – Metamorphoses (2012)[13]
- Bester Quartet – Krakoff (2013)[14]
- Bester Quartet – The Golden Land[15]
- Wilczy Ślad. Piosenki Niezłomnych[16] (skrzypce i kontrabas[1], 2015)